# Adriana Petit
Adriana Petit (Palma, 1984) és una artista multidisciplinària resident a Berlín. Els mitjans que més utilitza són la fotografia, el collage, la música, l'escriptura, la pintura i el vídeo; tot i que en la seva obra prima el contingut sobre el format, explorant la relació entre contraris des d'una perspectiva autobiogràfica i desconstruccionista. La falta de formació acadèmica i l'escassa cobertura institucional la situen als marges del context artístic convencional, i són plataformes digitals com Tumblr, Flickr, Bandcamp o YouTube les seves vies expositives habituals. Ha viscut i treballat a Madrid i Barcelona.